# Federação Cinológica Internacional
Federação Cinológica Internacional (em francês:  Fédération Cynologique Internationale - FCI) é uma federação de caráter cinófilo fundada em 1911, sediada em Thuin na Bélgica. Entre as várias organizações cinófilas de âmbito internacional, a FCI se destaca como a maior em termos numéricos, apesar de não ser o kennel club mais antigo. Participam desta federação 94 membros em diversos países(um membro por país) e contratantes que expedem, cada um, seus próprios pedigrees e formam seus juízes. A organização reconhece ao total 344 raças de cães. De acordo com o clube "Cada uma destas raças é "propriedade" de um país específico. Os países "proprietários" das raças escrevem o padrão dessas raças, em cooperação com as Comissões de Padrões e Ciências da FCI." A FCI garante o reconhecimento mútuo dos juízes e pedigrees dentro e entre seus países membros.
No Brasil o representante oficial da FCI é a Confederação Brasileira de Cinofilia (CBKC). Em Portugal, o Clube Português de Canicultura (CPC) é filiado à FCI.

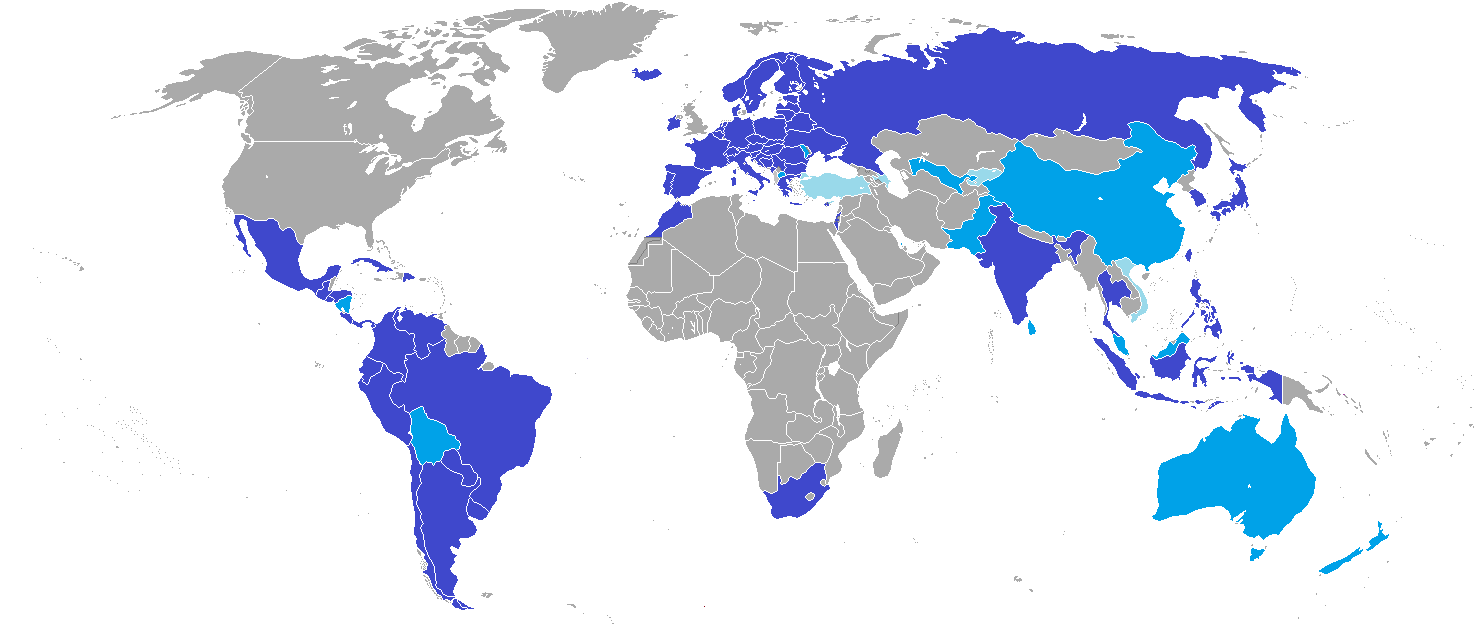
Mapa mundial de países membros, associados e parceiros da FCI em 2011.

## Grupos
A FCI divide as raças caninas em 10 grupos oficiais de acordo com a função e tipo físico ou história da raça.

### Grupo 1
O grupo 1 é formado pelos cães pastores e boiadeiros, com exceção dos boiadeiros suíços.

### Grupo 2
O grupo 2 é formado pelos cães tipo pinscher, schnauzer e outros, molossos tipo montanhês e tipo dogue e boiadeiros suíços.

### Grupo 3
O grupo 3 é formado pelos cães terriers de grande e médio porte, terriers de pequeno porte, terriers tipo bull e terriers de companhia.

### Grupo 4
O grupo 4 é formado pelos cães teckels.

### Grupo 5
O grupo 5 é formado pelos cães nórdicos de trenó, cães nórdicos de caça, cães nórdicos de caça e pastoreio, spitz europeus, spitz asiáticos e raças assemelhadas e cães de tipo primitivo.

### Grupo 6
O grupo 6 é formado pelos cães Sabujos, Cães de pista de sangue e assemelhadas.

### Grupo 7
O grupo 7 é formado pelos cães de aponte continentais e cães de aponte britânicos.

### Grupo 8
O grupo 8 é formado pelos cães recolhedores de caça, cães levantadores de caça, e cães d’água.

### Grupo 9
O grupo 9 é formado pelos cães Bichons, poodle, cães belgas de pequeno porte, cães pelados, cães do tibete, chihuahua, spaniels ingleses de companhia, spaniels japoneses e pequineses, spaniels anões, Kromfohrländer e molossos de pequeno porte.

### Grupo 10
O grupo 10 é formado pelos cães lebréis de pelo longo e franjado, lebréis de pelo duro e lebréis de pelo curto.

### Outras raças
Existe ainda um outro grupo, o chamado Grupo 11 criado exclusivamente pela CBKC apenas no Brasil, e que reúne em sua maioria raças que são reconhecidas geralmente por kennel clubes de seus respectivos países de origem, clubes independentes que não fazem parte do sistema FCI.